# У зеркала два лица
«У зеркала два лица» (англ. The Mirror Has Two Faces; 1996) — американская романтическая мелодрама, продюсером, режиссёром и исполнительницей главной женской роли в которой выступила Барбра Стрейзанд. Сценарий, написанный Ричардом Лагравенезе, базируется на французской мелодраме Андре Кайата «Двустворчатое зеркало» 1958 года, сценаристом которой был Жерар Ури.

## Сюжет
Профессор математики Колумбийского университета Грегори Ларкин размещает объявление в газете в разделе знакомств. По стечению обстоятельств благодаря этому объявлению он знакомится с Роуз Морган, профессором литературы того же университета, которая до сих пор живёт в одной квартире с властной матерью Ханной. Грегори и Роуз быстро становятся близкими друзьями, оказывается, что они прекрасно подходят друг другу и способны отлично поладить. Убеждённый, что все проблемы в личной и семейной жизни вытекают из секса, Грегори Ларкин предлагает Роуз выйти за него замуж, создав тем самым принципиально платоническую семью, основанную не на физической страсти, а на интеллектуальной и эмоциональной близости.
Перспектива провести всю оставшуюся жизнь старой девой в одном доме с деспотичной матерью кажется Роуз гораздо хуже, чем брак, основанный на подобном мировоззрении, и она принимает предложение. Тем не менее, со временем она начинает испытывать необходимость в любви, на что Грегори не может решиться. 
Роуз убеждает себя в том, что отсутствие желания у Грегори вызвано её непривлекательностью. И когда её супруг отправляется в трёхмесячное турне по Европе с курсом лекций, она решает преобразить себя, пройдя ускоренный курс самосовершенствования.
К приезду мужа Роуз сбрасывает вес, меняет причёску, гардероб и начинает виртуозно пользоваться косметикой, представ перед ним в принципиально ином образе. Но Грегори психологически оказывается совершенно не готов к таким изменениям. Супругам приходится пережить разлуку, чтобы осознать, сколь сложные чувства связывают их на самом деле.

## В ролях
- Барбра Стрейзанд — Роуз Морган, профессор литературы Колумбийского университета
- Джефф Бриджес — Грегори Ларкин, профессор математики Колумбийского университета
- Лорен Бэколл — Ханна Морган, мать Роуз и Клэр
- Мими Роджерс — Клэр, сестра Роуз
- Пирс Броснан — Алекс, когда-то ухаживал за Роуз, но женился на Клэр
- Джордж Сигал — Генри Файн, профессор антропологии Колумбийского университета, лучший друг Грегори
- Бренда Ваккаро — Дорис, давняя подруга Роуз
- Остин Пендлтон — Барри, давний друг Роуз
- Лора Бэйли[источник?] — Синди, очередная девушка Генри Файна
- Тайна Элг — профессор

## Саундтрек
Песню I Finally Found Someone исполнила Барбра Стрейзанд в дуэте с Брайаном Адамсом.

## Награды и номинации
- 1996 — премия Сообщества кинокритиков Сан-Диего за лучшую женскую роль второго плана (Лорен Бэколл)
- 1997 — две номинации на премию «Оскар»: лучшая женская роль второго плана (Лорен Бэколл), лучшая песня («I've Finally Found Someone»)
- 1997 — премия «Золотой глобус» за лучшую женскую роль второго плана (Лорен Бэколл), а также 3 номинации: лучшая женская роль в комедии или мюзикле (Барбра Стрейзанд), лучшая музыка к фильму (Марвин Хэмлиш), лучшая песня («I've Finally Found Someone»)
- 1997 — номинация на премию BAFTA за лучшую женскую роль второго плана (Лорен Бэколл)
- 1997 — номинация на премию «Спутник» за лучшую женскую роль второго плана (Лорен Бэколл)
- 1997 — премия Гильдии киноактёров США за лучшую женскую роль второго плана (Лорен Бэколл)
- 1998 — премия ASCAP за лучшую песню из кинофильма («I've Finally Found Someone»)